# Chamber Jazz Music

Chamber Jazz Music (en. „Jazz de cameră”) este un album al interpretului de jazz român Johnny Răducanu, editat în 2008 de casa de discuri Soft Productions.

## Lista pistelor
1. Rapsodia carpatină. Brass 5 + 2 (11:32)
2. Oltul povestind (12:00)
3. Parafrază pe tema „Jocul țambalelor” (8:13)
4. Expresie și ritm (12:36)

## Componență
- Ion Catinis – flaut (pista 2)
- Petre Zilai – oboi (pista 2)
- Ștefan Korodi – clarinet (pista 2)
- Valentin Alexandrescu – fagot (pista 2)
- Nicolae Lipoczi – corn francez (pistele 1, 3, 4)
- Edmund Buschinger – trompetă (pistele 1, 3, 4)
- Ilie Voicu – trompetă (pistele 1, 2, 3, 4)
- Florea Pane – trombon (pistele 1, 3, 4)
- Vasile Mihăilescu – tubă (pistele 1, 3, 4)
- Johnny Răducanu – bas (pistele 1, 2, 3, 4)
- Florin Diaconescu – baterie (pistele 1, 3, 4)
- Gabriel Teodorescu – baterie (pista 2)
- Johnny Răducanu – conducerea muzicală (pistele 1, 2, 3, 4)